# Andrei Baștovoi
Andrei Baștovoi (n. 20 august 1959, Soroca) este un om de afaceri și fost deputat în Parlamentul Republicii Moldova și semnatar al Declarației de Independență a Republicii Moldova.
În 1982 a terminat Institutul Politehnic din Chișinău, Facultatea de Inginerie.
Deputat în primul Parlament al Republicii Moldova (1990-1994), a deținut funcția de secretar al Comisiei pentru Știință și Învățământ. Este semnatar al Declarației de Independență și a Legii privind revenirea la Alfabetul Latin și Tricolor, a fost unul dintre promotorii Mișcării de Eliberare Națională.
Din 1994 până în 2011 a activat în cadrul Ascom Group. În cadrul companiei a fost manager principal de proiecte în Turkmenistan, Peru, Kazahstan și Africa de Est. A deținut funcția de vicepreședinte executiv al ASCOM Group timp de 10 ani și a dezvoltat tehnologii de procesare de gaze și producere de energie.
În 2013 a fost condamnat la 9 ani de pușcărie, pentru că ar fi delapidat fonduri pe când era vicepreședinte al Ascom Group și pentru că ar fi comandat un dublu omor. În același dosar, pentru acuzația de delapidare de fonduri a fost condamnat și fiul său, Valentin, care a primit 8 ani de închisoare. Mai mulți lideri de opinie considerau că dosarul este unul „fabricat”, iar un grup de experți din România a stabilit că organele judiciare de la Chișinău au admis mai multe omisiuni în cazul lui Andrei Baștovoi și l-au condamnat în lipsa unor probe clare. În iunie 2015, în cadrul unei noi jedințe de judecată, celor doi li s-a mai redus din pedeapsă - pentru Andrei Baștovoi pedeapsa a fost mișcorată cu un an și jumătate, iar pentru fiul său - cu un an.
Andrei Baștovoi a fost căsătorit cu Svetlana și are doi fii: Mircea și Valentin. Ieromonahul și scriitorul Savatie Baștovoi este nepotul său. La sfârșitul lunii ianuarie 2016 soția lui Andrei Baștovoi a murit, iar unul dintre fii lor, Mircea, a intrat pentru o scurtă perioadă în comă din cauza unei intoxicații cauzată de o scurgere de gaz în casa lor. În legătură cu acest caz, Andrei Baștovoi și celălat fiu al său, Valentin, ambii aflându-se în arest, au fost eliberați pentru 72 de ore, pentru a putea să pregătească și să participe la funeraliile Svetlanei Baștovoi.